# Béléhédé
Béléhédé est une localité située dans le département de Tongomayel de la province du Soum dans la région Sahel au Burkina Faso.

## Géographie
La commune est traversée par la route nationale 23.

## Histoire
Dans la nuit du 18 au 19 juin 2019, un groupe armé terroriste a perpétré une attaque contre la population civile dans le village de Béléhédé, qui a causé 17 morts.

## Démographie
Lors du recensement de 2006, on y a dénombré 4 327 habitants.

## Santé et éducation
En 2016-2017, la localité possède deux écoles primaires publiques et un centre permanent d'alphabétisation et de formation,.